# Tiến trình Papua New Guinea gia nhập ASEAN

Quốc kỳ Papua New Guinea

Thành viên
Ứng cử viên: Papua New Guinea và Đông Timor
Ứng cử viên tiềm năng cho vị trí quan sát viên: Bangladesh và Fiji

Khả năng Papua New Guinea gia nhập Hiệp hội các quốc gia Đông Nam Á (ASEAN) hiện đang là vấn đề được thảo luận. Năm 1976, Papua New Guinea được trao quy chế quan sát viên ASEAN.
Tội phạm bạo lực, bất ổn chính trị, cơ sở hạ tầng yếu kém, luật phân biệt đối xử và lao động không có tay nghề là những trở ngại ngăn cản Papua New Guinea gia nhập, cũng như thực tế là quốc gia này về mặt văn hóa và địa lý là gần gũi với các đảo ở Thái Bình Dương ở phía đông và nó là về mặt lịch sử và tài chính gắn chặt hơn với Úc ở phía nam. Papua New Guinea cũng không phải là thuộc địa từng bị kiểm soát bởi Tây Ban Nha, Bồ Đào Nha, Anh, Hà Lan, Pháp hoặc Mỹ, vốn từng kiểm soát phần lớn các thuộc địa ở Đông Nam Á. Đất nước này một phần nằm dưới sự kiểm soát của Đức, sau đó là Úc (và cả người Anh) kiểm soát một thời gian ngắn cho đến khi độc lập.
Ngay từ năm 1987, tư cách thành viên của Papua New Guinea trong Diễn đàn Nam Thái Bình Dương đã được coi là một trở ngại cho việc gia nhập ASEAN. Vào năm 2009, nước này đã yêu cầu sự hỗ trợ của Philippines trong nỗ lực tham gia ASEAN, tuy nhiên, không có phản hồi chính thức nào được đưa ra do Philippines vào mùa bầu cử. Chính quyền bảo thủ đương nhiệm của Philippines mà Papua New Guinea liên hệ và ủng hộ, đã thất bại đáng kể trước một chính quyền tự do hơn trong cuộc bầu cử Philippines năm 2010.
Hiện tại, Indonesia là thành viên ASEAN duy nhất ủng hộ hoàn toàn việc Papua New Guinea gia nhập. Tháng 3 năm 2012, Tổng thống Indonesia Susilo Bambang Yudhoyono bày tỏ sự ủng hộ đối với việc trao tư cách thành viên cho Papua New Guinea trong ASEAN. Philippines có một mức độ ủng hộ cơ bản cho Papua New Guinea, mặc dù có sự thận trọng do các chính sách phân biệt đối xử của Papua New Guinea về quyền con người, đặc biệt là về quyền LGBT và vấn đề Tây Papua. Singapore, Malaysia và Brunei đã thể hiện sự không hài lòng về tình trạng kinh tế của Papua New Guinea, tỏ rõ sự phản đối gia nhập ASEAN của nước này. Thái Lan, Việt Nam và Campuchia tỏ ra không hài lòng với luật chống LGBT ở Papua New Guinea, cũng như việc nước này thiếu hành động đối với vấn đề Tây Papua. Lào và Myanmar không có quan điểm chính thức nào về việc nước này xin gia nhập ASEAN.
Papua New Guinea đã được hưởng quy chế quan sát viên trong ASEAN từ năm 1976. Những lợi ích mà Papua New Guinea muốn thể hiện ra cho các thành viên ASEAN từ việc gia nhập của nước này có thể bao gồm việc khai thác các ngành công nghiệp hàng đầu của nước này như dầu khí, khai thác mỏ và hải sản. Năm 2015, Papua New Guinea đã bổ nhiệm một đặc phái viên để giải quyết các vấn đề liên quan đến ASEAN, thể hiện quyết tâm xúc tiến việc trở thành thành viên đầy đủ của ASEAN. Papua New Guinea cũng đang thực hiện các bước cần thiết để chuẩn bị hội nhập.